# Ian Thorpe (militaire)
Le général de brigade Ian Thorpe, né vers 1932 et mort le 3 mars 2019, est un militaire néo-zélandais et fidjien. Il est le commandant des Forces militaires royales des Fidji de 1979 à 1982.

## Biographie
À l'âge de 17 ans, il s'engage au Collège militaire royal de Duntroon, école de l'armée australienne à Canberra. Il poursuit ensuite sa formation dans des écoles militaires au Royaume-Uni. Au début des années 1950 il est affecté au régiment Hauraki (en) de l'armée de terre de Nouvelle-Zélande. Lors de la lutte armée de forces militaires du Commonwealth contre l'insurrection communiste malaise, il est détaché de 1954 à 1956 comme lieutenant au 1er bataillon du régiment d'infanterie des Fidji, qui sont alors une colonie britannique ; à cette occasion, il s'apprend le fidjien,. 
Les soldats néo-zélandais envoyés à la guerre du Vietnam sont intégrés à l'armée australienne, et Ian Thorpe est fait second en commande du 2e bataillon (en) du Régiment royal australien, régiment d'infanterie, de 1964 à 1966 à Nui Dat (en),. 
Il prend sa retraite de l'armée néo-zélandaise début 1979, avec le grade de général de brigade, mais accepte d'être secondé aux forces armées des Fidji (État indépendant depuis 1970) pour en prendre le commandement le 23 février. Il organise un contingent fidjien pour la force du Commonwealth qui s'assure du respect du cessez-le-feu à l'issue de la guerre du Bush de Rhodésie du Sud, puis organise le déploiement en mars 1982 d'un bataillon fidjien pour la Force multinationale d'observateurs au Sinaï. Il prend sa retraite des forces armées fidjiennes en octobre 1982, mais revient aux Fidji en mars 1990 pour être nommé commandant de l'école de formation des officiers à Vatuwaqa, sur l'île de Viti Levu. Au cours de sa carrière, il est notamment fait commandeur de l'ordre de l'Empire britannique (CBE) et officier de l'ordre des Fidji (en).
Prenant sa retraite définitive aux abords du lac Tarawera en Nouvelle-Zélande, il y ouvre une école de voile avec son épouse. Il meurt à Tarawera en 2019, à l'âge de 88 ans. Le Premier ministre des Fidji et ancien commandant des forces armées fidjiennes Frank Bainimarama lui rend hommage, tandis que le contre-amiral Viliame Naupoto, commandant des forces armées fidjiennes, et Ratu Epeli Nailatikau, président du Parlement des Fidji et ancien président de la république, assistent à ses funérailles à Rotorua.